# Jean-Bernard Guillard
Jean-Bernard Guillard est un acteur français. 

## Biographie

### Carrière
Il a plusieurs fois joué pour Raoul Ruiz : on a pu le voir dans Les Trois couronnes du matelot et L'Éveillé du pont de l'Alma.
Il a fait partie de la troupe d'Antoine Vitez.

### Doublage
Travaillant également dans le doublage, il est la voix française régulière de Stephen Lang. Il est également une voix régulière de l'animation et des jeux vidéo, doublant notamment le personnage Kerchak dans le film d'animation Tarzan (1999), Rick Dicker dans les deux films Les Indestructibles (le premier sorti en 2004 et le second en 2018), ou encore, Letho de Guletta dans le jeu The Witcher 3: Wild Hunt (2015).

## Théâtre
- 1971 : Andromaque de Jean Racine, mise en scène Antoine Vitez, Théâtre de la Cité internationale, Théâtre Nanterre-Amandiers
- 1973 : Lycée Thiers-Maternelle Jules Ferry de Xavier Pommeret, mise en scène Anne Delbée, Théâtre de Suresnes Jean Vilar
- 1973 : Les Sept contre Thèbes d'après Eschyle, mise en scène Gil Malcor[1]
- 1974 : Le Rideau de pluie de Van Ky Pham, mise en scène Anne Delbée, Studio d'Ivry[1]
- 1975-1976 : Voyage au centre de la Terre d'après Jules Verne, mise en scène Claude Risac, Théâtre des Amandiers
- 1976 : Scédase ou l'Hospitalité violée d'Alexandre Hardy, mise en scène Daniel Mesguich et Gervais Robin, Théâtre Paris-Nord
- 1977 : Les Brigands de Friedrich von Schiller, mise en scène Jean-Pierre Regnault, Théâtre de la Ville
- 1977 : Hedda Gabler d'Henrik Ibsen, mise en scène Claude Risac, Théâtre de la Cité internationale
- 1977 : La Discothèque de Xavier Pommeret, mise en scène Christian Dente, Théâtre Nanterre-Amandiers
- 1986-1987 : La vie est un songe de Pedro Calderón de la Barca, mise en scène Raoul Ruiz, Festival d'Avignon, Théâtre de la Ville
- 2000-2001 : L'Aiglon d'Edmond Rostand, mise en scène Marion Bierry, Le Trianon[1]

Mais aussi : 
- Lorenzaccio d'Alfred de Musset, mise en scène François Timmerman
- Rosencrantz et Guildenstern sont morts de Tom Stoppard, mise en scène Jean-François Prévand[1]
- Les Têtes de cuir de Georg Kaiser, mise en scène Gaston Jung[1]
- La Tragique Histoire du Docteur Faust de Christopher Marlowe, mise en scène Jean-Pierre Dusséaux[1]
- Comme tu me veux de Luigi Pirandello, mise en scène Claudia Stavisky[1]

## Filmographie

### Cinéma
- 1980 : Mon oncle d'Amérique d'Alain Resnais : un comédien
- 1983 : Les Trois Couronnes du matelot de Raoul Ruiz : le matelot
- 1983 : Bérénice de Raoul Ruiz
- 1985 : L'Éveillé du pont de l'Alma de Raoul Ruiz : Marcel
- 1987 : La chouette aveugle de Raoul Ruiz : Kasim
- 1987 : Mémoire des apparences de Raoul Ruiz : Prince Segismundo
- 1990 : Uhloz, court métrage de Guy Jacques : le père
- 1996 : Portraits chinois de Martine Dugowson : Thomas
- 1998 : Le Radeau de La Méduse d'Iradj Azimi : Carlier

### Télévision
- 1987 : La Part de l'autre de Jeanne Labrune : Franck
- 1988 : Voisin, voisine, série télévisée : Pierre
- 1992 : L'arbre de la discorde de François Rossini : Frémont
- 1994 : Chien et chat, épisode : L'embrouille de Marc Simenon : le préfet
- 1995 : Julie Lescaut, épisode : Bizutage d'Alain Bonnot : François Sorel
- 1996 : Combats de femme, épisode : Un monde meilleur de Laurent Dussaux : Pierre
- 1997 : Noël en Quercy de Raymond Pinoteau : Louis Lacassagne
- 2006 : Avocats et Associés, épisode : L'aveu de Christophe Barraud : Denis Lenoir
- 2006 : Homicides, épisode Rallye de Christophe Barraud : Victor de la Chesnay
- 2009 : L'École du pouvoir, mini-série de Raoul Peck : Préfet d'Ajaccio
- 2010 : Kali, série télévisée de Richard Johnson : Melvin

## Doublage

### Cinéma

#### Films
- Stephen Lang dans (8 films) :
  - Public Enemies (2009) : l'agent Winstead
  - Les Chèvres du Pentagone (2009) : le brigadier général Dean Hopgood
  - Avatar (2009) : le colonel Miles Quaritch
  - Conan (2011) : Khalar Zym
  - Gridlocked (2015) : Korver
  - Don't Breathe : La Maison des ténèbres (2016) : l'aveugle
  - Hostiles (2018) : le colonel Abraham Biggs
  - Don't Breathe 2 (2021) : Norman Nordstrom / l'aveugle

- William Shatner dans :
  - Miss Détective (2000) : Stan Fields
  - Showtime (2002) : William Shatner
  - Miss FBI: Divinement Armée (2005) : Stan Fields

- Jesper Christensen dans :
  - Casino Royale (2006) : Mr White
  - Quantum of Solace (2008) : Mr White
  - Spectre (2015) : Mr White

- Sam Elliott dans :
  - Thank You for Smoking (2005) : Lorne Lutch
  - Ghost Rider (2007) : Carter Slade/le fossoyeur[2]

- Tony Amendola dans :
  - Annabelle (2014) : le Père Perez
  - La Malédiction de la dame blanche (2019) : le Père Perez

- Gene Jones dans :
  - Les Huit Salopards (2015) : Dave « la Bonne pâte » ou « le Bon Vieux Dave »
  - Killers of the Flower Moon (2023) : Pitts Beatty

- 1965[3] : Première Victoire : le capitaine Rockwell Torrey (John Wayne)
- 1988 : Pumpkinhead : Le Démon d'Halloween : Ed Harley (Lance Henriksen)
- 1990 : Deux Yeux maléfiques : inspecteur Grogan (Tom Atkins)
- 1991 : La Secte : Moebius Kelly (Herbert Lom)
- 2005 : Syriana : Sydney Hewitt[4] (Nicky Henson (en))
- 2005 : Romanzo criminale : ? ( ? )
- 2006 : À la recherche du bonheur : le propriétaire (Victor Raider-Wexler)
- 2010 : Alice au pays des Merveilles : le Dodo (Michael Gough)
- 2010 : Inception : Maurice Fisher (Pete Postlethwaite)
- 2011 : Largo Winch II : Virgil Nazatchov (Dmitri Nazarov)
- 2011 : X-Men : Le Commencement : le capitaine (Michael Ironside)
- 2012 : The Samaritan : Xavier (Tom Wilkinson)
- 2012 : The Dark Knight Rises : Fredericks (John Nolan)
- 2012 : Django Unchained : Roy (Amari Cheatom (en))
- 2013 : Capitaine Phillips : voix additionnelles
- 2014 : Tokarev : Peter St. John (Danny Glover)
- 2014 : Le Juge : le shérif White (Mark Riedy)
- 2014 : The Amazing Spider-Man : Le Destin d'un héros : Gustav Fiers (Michael Massee)
- 2014 : When the Game Stands Tall : Mickey Ryan (Clancy Brown)
- 2015 : Night Run : Eddie Conlon (Nick Nolte)
- 2015 : Crimson Peak : Ogilvie (Jonathan Hyde)
- 2015 : Un voisin trop parfait : Mr Sandborn (Jack Wallace)
- 2017 : Cinquante nuances plus sombres : Jerry Roach (Bruce Altman)
- 2017 : Le Roi Arthur : La Légende d'Excalibur : Œil de Jack (Michael McElhatton)
- 2017 : American Assassin : le directeur Stansfield (David Suchet)
- 2017 : Star Wars, épisode VIII : Les Derniers Jedi : le capitaine Canady (Mark Lewis Jones)
- 2017 : Handsome : Une comédie policière Netflix : le lieutenant Joe Kenda (Joe Kenda (en))
- 2018 : Pentagon Papers : voix additionnelles
- 2018 : Insidious : La Dernière Clé : Christian Rainier (Bruce Davison)
- 2018 : Jean-Christophe et Winnie : Ralph Butterworth (Roger Ashton-Griffiths)
- 2018 : The Front Runner : un journaliste [Qui ?]
- 2018 : La Maladie du dimanche : Bernabé (Miguel Ángel Solá (es))
- 2019 : Once Upon a Time… in Hollywood : Bill « Sweet William Tumbleweed » Fitsch (Tom Hartig)
- 2019 : Downton Abbey : le roi George V (Simon Jones)
- 2021 : Blue Bayou : l'avocat Barry Boucher (Vondie Curtis-Hall)
- 2021 : Being the Ricardos : Macy (Ron Perkins)
- 2021 : The Lost Daughter : le professeur Cole (Alexandros Mylonas)
- 2021 : Macbeth : le jeune meurtrier (Brian Thompson)
- 2021 : Ida Red (en) : Benson « Benny » Drummond (Mark Boone Junior)
- 2021 : Affamés : Warren Stokes (Graham Greene)
- 2022 : Dans les yeux de Tammy Faye : un journaliste télé [Qui ?]
- 2022 : Downton Abbey 2 : Une nouvelle ère : George Murray (Jonathan Coy)
- 2023 : Noise : Pol (Johan Leysen)
- 2023 : Oppenheimer : le général George C. Marshall (Will Roberts)
- 2023 : Ballerina : ? (?)
- 2023 : The Marvels : l'empereur Dro'ge (Gary Lewis)
- 2023 : Baghead : Otto Vogler (Felix Römer (de))

#### Films d'animation
- 1998 : Fourmiz : le psychanalyste
- 1999 : Tarzan : Kerchak
- 2000 : Joseph, le roi des rêves : voix additionnelles
- 2001 : Osmosis Jones : le maire
- 2003 : Sinbad : La Légende des sept mers : voix additionnelles
- 2004 : Les Indestructibles : Rick Dicker
- 2005 : Tarzan 2 : L'Enfance d'un héros : Kerchak
- 2006 : Origine : Le père d'Agito
- 2007 : Bienvenue chez les Robinson : le PDG
- 2011 : Happy Feet 2 : Bryan
- 2018 : Suicide Squad : Le Prix de l'enfer : Vertigo
- 2018 : Les Indestructibles 2 : Rick Dicker
- 2023 : LEGO Disney Princesse : Les aventures au Château : le miroir magique

### Télévision

#### Téléfilms
- 2002 : Interceptor Force 2 : le lieutenant Sean Lambert (Olivier Gruner)
- 2014 : Lizzie Borden a-t-elle tué ses parents ? : le docteur Bowen (John Dunsworth)
- 2018 : Une romance de Noël épicée : Ray (Julian Christopher)
- 2020 : Amy Thompson, le combat d'une mère : Juge Bonner (David Raizor)
- 2022 : L'Héritage des Lockhart : Warren (Neville Edwards)
- 2023 : Un Noël à sauver : Tom (Michael Copeman)

#### Séries télévisées
- William Devane dans :
  - 24 Heures chrono (2005-2007 / 2014) : le secrétaire de la Défense puis président James Heller (32 épisodes)
  - Jesse Stone (2006-2015) : Dr Dix (7 épisodes)
  - Revenge (2012) : Edward Grayson (saison 1, épisodes 14 et 15)

- Mark Margolis dans :
  - Californication (2007) : Al Moody (saison 1, épisode 8)
  - Kings (2009) : Shaw (épisodes 3 et 12)
  - Taxi Brooklyn (2014) : AJ (épisode 11)

- Leon Rippy dans :
  - Alcatraz (2012) : Dr Milton Beauregard (12 épisodes)
  - Under the Dome (2013) : Ollie Dinsmore (saison 1)
  - Blacklist (2016-2017) : le chasseur (saison 4)

- Stephen Lang dans :
  - US Marshals : Protection de témoins (2012) : James Wiley Shannon (saison 5)
  - The Good Fight (2021) : David Cord (saison 5)
  - La Maison de David (2025) : Samuel

- Tom Braidwood dans :
  - X-Files : Aux frontières du réel (1994-2002 / 2016) : Melvin Frohike (40 épisodes)
  - The Lone Gunmen : Au cœur du complot (2001) : Melvin Frohike (13 épisodes)

- Ron Canada (en) dans :
  - Jack et Bobby (2004-2005) : Marcus Ride adulte (7 épisodes)
  - Ugly Betty (2006-2007) : le sénateur Slater (saison 1, épisode 3 et saison 2, épisode 9)

- Paul Freeman dans :
  - La Bible (2013) : Samuel (mini-série)
  - The Man Who Fell to Earth (2022) : Gregory Papel (épisode 2)

- Reg E. Cathey dans :
  - Outcast (2016-2017) : le chef Byron Giles (20 épisodes)
  - Luke Cage (2018) : le révérend James Lucas (saison 2)

- 1997-2000 : Face Caméra : Eric (Eric Torch)
- 1997-2001 : The Practice : Donnell et Associés : Anderson Pearson (Edward Herrmann) (10 épisodes)
- 2002 : 24 Heures chrono : Victor Drazen (Dennis Hopper) (saison 1)
- 2003 : Les Enfants de Dune : Gurney Halleck (P. H. Moriarty) (mini-série)
- 2003 : Smallville : Mason, l'enquêteur (Tim Henry) (saison 3, épisodes 6 et 7)
- 2005 : Phénomène Raven : le révérend Mattson (Rif Hutton (en)) (saison 3, épisode 19)
- 2005-2006 : Boston Justice : le juge Blake Winters (Thom Gossom Jr. (en)) (3 épisodes) et le chef de bande (David Beckett) (saison 1, épisode 16)
- 2005-2008 : Matrioshki : Le Trafic de la honte : John Dockx (Frank Aendenboom) (12 épisodes)
- 2006 : Les 4400 : Lee Piersahl (Ken Camroux-Taylor) (saison 3, épisode 9)
- 2006-2008 : Prison Break : Bruce Bennett (Wilbur Fitzgerald) (8 épisodes)
- 2007 : Big Love : Ned Johanssen (Philip Baker Hall) (saison 2, épisode 11)
- 2008-2011 : Flashpoint : le commandant Norm Hollaran (Philip Akin) (5 épisodes)
- 2008-2019 : Commissaire Montalbano : Niccolò Zito (Roberto Nobile) (2e voix, saisons 7 à 13)
- 2010 : Damages : Albert Wiggins (Bill Raymond) (saison 3)
- 2010 : Past Life : le juge Aceto (Charles Black) (épisode 2)
- 2011 : The Chicago Code : l'avocat Hogan (Thomas Gaitsch) (épisode 7)
- 2011-2012 : Homeland : le vice-président William Walden (Jamey Sheridan) (17 épisodes)
- 2011-2012 : Luck : Gus Demitriou (Dennis Farina) (10 épisodes)
- 2012 : Hunted : Dave Ryder (David Sterne) (6 épisodes)
- 2013 : Chicago Fire : Stephanidies (Rich Komenich) (saison 1, épisode 14)
- 2013-2016 : Person of Interest : John Greer (John Nolan) (28 épisodes)
- 2013-2017 : House of Cards : David Rasmussen (Michael Siberry (en)) (3 épisodes)
- 2013-2019 : Blacklist : Sam Milhoan (William Sadler) (4 épisodes)
- 2014 : Penny Dreadful : le professeur Abraham Van Helsing[5] (David Warner) (saison 1, épisodes 4 et 6)
- 2014 : Devil's Playground (en) : l'évêque John McNally (John Noble) (mini-série)
- 2014 : Crossing Lines : Anatoly Bardov (Predrag Bjelac) (saison 2, épisode 1)
- 2014-2018 : Elementary : Sir James Walter (Jim Norton) (3 épisodes)
- 2014-2019 : Suits : Avocats sur mesure : Pr Henry Gerard (Stephen Macht) (6 épisodes)
- 2016 : Paranoid : Nick Waingrow (Danny Huston) (mini-série)
- 2016 : Les Mystères de Laura : Michael Dunham (Richard Hughes) (saison 2, épisodes 10 et 11)
- 2016 : Teen Wolf : Elias Stilinski (Patrick Gorman (en)) (saison 5, épisode 18 et saison 6, épisode 3)
- 2016-2017 : Chance : Carl Allan (Clarke Peters) (16 épisodes)
- 2016-2019 : NCIS : Los Angeles : Garrison / Nikita Aleksandr Reznikov (Daniel J. Travanti) (5 épisodes)
- 2016-2019 : Victoria : M. Penge (Adrian Schiller) (25 épisodes)
- 2017 : Gotham : le Shaman (Raymond J. Barry) (saison 3)
- 2017 : Twin Peaks : Philip Gerard (Al Strobel) (saison 3)
- 2017 : Fearless : Sir Alastair McKinnon (Michael Gambon) (mini-série)
- 2017 : Maltese : le procureur Leonci (Eros Pagni) (mini-série)
- 2017 : The Crown : Peter Beck (Michael Fenton Stevens (en)) (saison 2, épisode 9)
- 2017 : Stranger Things : Eugene (Al Mitchell) (saison 2, épisode 2)
- 2017-2021 : Star Trek: Discovery : Kol (Kenneth Mitchell) (10 épisodes)
- 2018 : Ballers : Hagerty (Ernie Hudson) (saison 4, épisode 3)
- 2018 : The Romanoffs : Rupert Stanley (Paul Gregory) (épisode 6)
- 2018 : The Americans : l'agent Delluva (Daryl Edwards) (saison 6)
- 2018-2021 : 9-1-1 : le capitaine Vincent Gerrard (Brian Thompson) (3 épisodes)
- 2019 : The Politician : George McGovern (Glenn Meister) (saison 1, épisode 2)
- 2019 : O Mecanismo : Plínio Brecht (Cacá Amaral (pt)) (5 épisodes)
- 2019 : Le Nom de la rose : Adso âgé (Bruce Davison) (mini-série)
- 2019-2022 : This Is Us : Abe Clarke (Carl Lumbly) (saison 3, épisode 13 et saison 6, épisode 6)
- 2021 : Le Serpent : ? ( ? ) (mini-série)
- 2021 : Dopesick : Sterling Moore (Pete Burris) (mini-série)
- 2021 : Swagger (en) : Frank Bailey (Matt Riedy (en)) (saison 1)
- 2021-2022 : Firebite (en) : Jalingbirri (Kelton Pell (en)) (5 épisodes)
- 2022 : Kleo : Otto Straub (Jürgen Heinrich)
- 2022 : We Own This City : le juge Franklin Moore (James Lewis) (mini-série)
- 2022 : Sous la braise : ? ( ? )
- 2023 : The Exchange : Adeeb, le père (Mohammed Al-Mansour)
- 2023 : Justified: City Primeval : l'inspecteur Raymond Cruz (Paul Calderón) (mini-série)
- 2023 : Poker Face : Deutéronome (Chuck Cooper (en)) (saison 1, épisode 4)
- 2024 : Baby Bandito (es) : le leader des Carnicero (Mauricio Pešutić)
- 2024 : Elsbeth : Dr Yablonski (Daniel Davis)

#### Séries d'animation
- Animatrix : Kaiser, père de Dan, Clarence[6]
- Basilisk : Gyôbu Kazumi
- La Ligue des justiciers : Lex Luthor
- Spectacular Spider-Man : Hammerhead
- Superman, l'Ange de Metropolis : Orion
- 2001 : La Légende de Tarzan : Kerchak
- 2018-2020 : Our Cartoon President : John F. Kelly
- 2021 : So I'm a Spider, So What? : Ronandt
- 2021 : Battle Game in 5 Seconds : voix additionnelles
- depuis 2021 : Star Trek: Prodigy : le Devin
- 2022 : She Professed Herself Pupil of the Wise Man : Danblf
- 2024 : Twilight of the Gods : Odin

### Jeux vidéo
- 1998 : The X-Files, le jeu : Melvin Frohike
- 1999 : Tarzan : Kerchak[n 1]
- 2000 : Gunman Chronicles : Le Général
- 2015 : The Witcher 3: Wild Hunt : Letho de Guletta et divers personnages
- 2015 : Fallout 4 : Kenji Nakano (DLC Far Harbor)
- 2016 : Mighty No. 9 : Dr Blackwell[n 1]
- 2016 : Doom : voix additionnelles[n 1]
- 2017 : Has-Been Heroes : le narrateur[n 1]
- 2017 : For Honor : voix additionnelles[n 1]
- 2017 : Assassin's Creed Origins : voix additionnelles[n 1]
- 2018 :  Lego Les Indestructibles : voix additionnelles[n 1]
- 2019 : The Sinking City : Robert Throgmorton
- 2019 : Anthem : voix additionnelles[n 1]
- 2019 : Tom Clancy's Ghost Recon Breakpoint : Mads Schultz[n 1]
- 2020 : Warcraft III: Reforged : voix additionnelles[n 1]
- 2020 : Fallout 76 - Aube d'Acier : Art Knapp
- 2023 : Diablo IV : ?
- 2023 : Starfield : ?
- 2023 : Avatar: Frontiers of Pandora : ?
- 2024 : Prince of Persia: The Lost Crown : le roi Darius, le général Heraios et un soldat Perse
- 2024 : Dragon Age: The Veilguard : voix additionnelles